# خويلد عيادة
خويلد عيادة لاعب كرة قدم سعودي يلعب حالياً في نادي النجم الأزرق.
لعب في نادي الباطن و نادي ساجر و نادي القلعة و نادي النجم الأزرق.